# イザベル・カレ
イザベル・カレ (Isabelle Carré, 1971年5月28日 - ) は、フランス出身の女優。

## 略歴
パリ12区出身の女優。
2001年の『Se souvenir des belles choses (記憶の森)』でセザール賞「主演女優賞」を受賞した。
2016年、ベルギー・フランス・カナダの3か国の合作作品の映画『KOKORO』にて主演を務め、日本の俳優・國村隼らと共演して、翌年に日本でも公開された。

## 主な出演作品
- ロミュアルドとジュリエット Romuald et Juliette  (1989／コリーヌ・セロー)
- 恋路 La Reine blanche (1991／ジャン＝ルー・ユベール)
- Beau fixe (1992／クリスチャン・ヴァンサン)
- プロヴァンスの恋 Le hussard sur le toit (1995／ジャン＝ポール・ラプノー)
- ボーマルシェ フィガロの誕生 Beaumarchais, l'insolent (1996／エドワール・モリナロ)
- Les Sœurs Soleil (1997／ジャノー・シュワルツ)
- 視線のエロス La femme défendue (1997／フィリップ・アレル)
- La Mort du Chinois (1998／ジャン＝ルイ・ブノワ)
- Superlove (1998／ジャン＝クロード・ジャネール)
- Sentimental Education (1998／Christian Leigh)
- 年下のひと Les Enfants du siècle (1999／ディアーヌ・キュリス)
- クリクリのいた夏 Les Enfants du marais (1999／ジャン・ベッケル)
- ブッシュ・ド・ノエル La Bûche (1999／ダニエル・トンプソン)
- L'Envol (2000／ステーヴ・シュイサ)
- Ça ira mieux demain (2000／ジャンヌ・ラブリュヌ)
- Bella ciao (2000／ステファンヌ・ジュスティ)
- 記憶の森 Se souvenir des belles choses (2002／ザブー・ブレトマン) フランス映画祭上映
- 愛してる、愛してない... À la folie... pas du tout (2002／レティシア・コロンバーニ)
- チャーリーとパパの飛行機 L'avion (2005／セドリック・カーン)
- 六つの心 Cœurs (2006／アラン・レネ) 特集上映後、DVD発売
- Anna M. (2006／ミシェル・スピノザ)
- きつねと私の12か月 Le renard et l'enfant (2007／リュック・ジャケ)
- ムースの隠遁 Le Refuge (2009／フランソワ・オゾン)
- 匿名レンアイ相談所 Les Émotifs anonymes (2010／ジャン＝ピエール・アメリス) フランス映画祭上映
- 天使と待ち合わせ Rendez-vous avec un ange (2011／イヴ・トマ) TV5MONDEで放映
- 森に生きる少年 ～カラスの日～ Le Jour des corneilles (2012／声優) フランス映画祭上映
- おまけの恋 La Cerise sur le gâteau (2012／ラウラ・モランテ監督) TV5MONDEで放映
- 奇跡のひと マリーとマルグリット Marie Heurtin (2014／ジャン＝ピエール・アメリス)[2]
- パティーとの二十一夜 21 nuits avec Pattie (2015／ラリュー兄弟) 映画祭上映
- KOKORO Le Cœur régulier (2016／ヴァンニャ・ダルカンタラ) ベルギー・フランス・カナダ合作
- デリシュ! Délicieux (2021／エリック・ベナール)